# Carlos Guzmán
Carlos Alberto Guzmán Fonseca (ur. 19 maja 1994 w Morelii) – meksykański piłkarz występujący na pozycji prawego obrońcy, od 2024 roku zawodnik amerykańskiego Monterey Bay.

## Początki
Guzmán urodził się w mieście Morelia w stanie Michoacán, jednak dorastał w miejscowości Moroleón położonej w stanie Guanajuato. Jest synem pracujących w przemyśle włókienniczym Carlosa Guzmána Lary i Maríi de Jesús Fonseca Chávez, posiada młodszego brata Oscara Osviela. Pochodzi z piłkarskiej rodziny; amatorskimi zawodnikami byli zarówno jego ojciec, jak i wujowie oraz kuzyni. Sam rozpoczął treningi już w wieku trzech lat, kiedy to za namową rodziców zapisał się do lokalnej szkółki piłkarskiej i otrzymał od nich swoje pierwsze buty oraz piłkę.
Podczas dzieciństwa w Moroleón uczęszczał do tamtejszej szkoły podstawowej Fray Miguel F. Zavala i gimnazjum Defensores de Moroleón, zaś w późniejszym czasie w celu doskonalenia umiejętności piłkarskich wyjechał do swojej rodzinnej Morelii. Tam podpisał umowę z zespołem Monarcas Morelia, najpierw występując w jego filialnej drużynie Club Campestre, skąd jako trzynastolatek trafił do docelowej akademii piłkarskiej klubu. Początkowo występował jako napastnik, dopiero w juniorach Morelii trener Juan García przekwalifikował go na stopera. Jego piłkarskim idolem jest Rafael Márquez.

## Kariera klubowa
Początkowo Guzmán występował w barwach Morelii wyłącznie w lidze meksykańskiej do lat siedemnastu, po czym został włączony przez szkoleniowca Tomása Boya do treningów seniorskiej drużyny. Szansę rozegrania pierwszego meczu w najwyższej klasie rozgrywkowej otworzyło mu zawieszenie dyscyplinarne podstawowego bocznego obrońcy Morelii – Marvina Cabrery. W meksykańskiej Primera División siedemnastoletni wówczas Guzmán zadebiutował 4 listopada 2011 w wygranym 1:0 spotkaniu z Jaguares na Estadio Morelos, kiedy to przebywał na placu gry w pełnym wymiarze czasowym jako prawy obrońca. Pełnił jednak wyłącznie rolę rezerwowego zawodnika zespołu i oprócz sporadycznych występów w pierwszej drużynie grał głównie w lidze meksykańskiej do lat dwudziestu oraz drugoligowej filii Morelii – Neza FC, w której występował na wypożyczeniu przez pół roku.
W czerwcu 2013 Guzmán został wypożyczony na rok do występującego w drugiej lidze nowo założonego klubu Atlético San Luis z siedzibą w San Luis Potosí. W zespole prowadzonym przez Miguela Fuentesa zadebiutował 20 lipca 2013 w zremisowanej 2:2 wyjazdowej konfrontacji ligowej z Alebrijes (rozegrał pełny mecz), zaś sześć dni później w również zremisowanym 2:2 meczu ligowym z Altamirą w 38. minucie strzelił swojego premierowego gola w zawodowej karierze – była to zarazem pierwsza bramka zdobyta w meczu u siebie w historii klubu. Ogółem w Atlético San Luis miał niepodważalne miejsce na środku obrony; mimo nastoletniego wieku był jednym z najlepszych graczy w zespole i rozegrał wszystkie możliwe szesnaście meczów w lidze w pełnym wymiarze czasowym, odpadając z ligowej fazy play-off w ćwierćfinale. W grudniu 2013 jego roczne wypożyczenie zostało skrócone przez Morelię o sześć miesięcy, gdyż zawodnik otrzymał szansę kontynuowania kariery w pierwszej lidze.
W styczniu 2014 Guzmán został ściągnięty przez Rubéna Omara Romano – swojego byłego trenera z Morelii – do prowadzonej przez niego pierwszoligowej drużyny Puebla FC na zasadzie sześciomiesięcznego wypożyczenia. Zadebiutował w niej 5 stycznia 2014 w zremisowanym 2:2 w dramatycznych okolicznościach wyjazdowym pojedynku ligowym z Pumas UNAM, kiedy to zmienił w przerwie Nicolása Ruvalcabę. Pierwszego gola strzelił natomiast dziewięć dni później w przegranym 1:4 spotkaniu krajowego pucharu (Copa MX) z drugoligowym Correcaminos UAT, wpisując się na listę strzelców w 17. minucie spektakularnym uderzeniem z woleja zza narożnika pola karnego. W Puebli występował głównie na pozycji prawego obrońcy i notował regularne występy; w prowadzonej przez Romano ekipie wystąpił w czternastu z siedemnastu możliwych ligowych meczów, z czego w siedmiu w wyjściowym składzie, nie odnosząc żadnych sukcesów.
Po powrocie do Morelii, w lipcu 2014, Guzmán wywalczył z ekipą prowadzoną przez argentyńskiego trenera Ángela Comizzo superpuchar Meksyku – Supercopa MX, będący zarazem jego pierwszym trofeum w klubowej karierze. Bezpośrednio po tym, wskutek poważnej kontuzji podstawowego stopera zespołu Felipe Baloya, został podstawowym zawodnikiem zespołu i miejsce w wyjściowej jedenastce utrzymał mimo częstych zmian trenerów na przestrzeni kolejnych miesięcy, występując naprzemiennie na środku i prawej stronie obrony. Premierową bramkę w pierwszej lidze zdobył 19 września 2014 w doliczonym czasie przegranej 2:3 domowej konfrontacji z Pumas UNAM, zaś 3 lutego 2015 zanotował pierwszy klubowy mecz międzynarodowy w karierze – wystąpił od pierwszej do ostatniej minuty w zremisowanym 1:1 domowym pojedynku z boliwijskim The Strongest w rozgrywkach Copa Libertadores, z których Morelia odpadła jednak już w rundzie wstępnej. Mimo regularnych występów jego drużyna spisywała się bardzo słabo, dwa sezony z rzędu zajmując ostatnie miejsce w tabeli.
W czerwcu 2015 Guzmán udał się na wypożyczenie do drużyny Club Tijuana, gdzie trafił za sprawą trenera tego zespołu – Rubéna Omara Romano (z którym współpracował już w poprzednich klubach). Zadebiutował w niej 18 sierpnia 2015 w wygranym 2:1 meczu krajowego pucharu z drugoligową Necaxą, rozgrywając pełne dziewięćdziesiąt minut, natomiast pierwszego gola strzelił 21 października tego samego roku w zremisowanej 2:2 (4:5 po karnych) konfrontacji z Atlasem, również w ramach pucharu Meksyku (ćwierćfinał). W Tijuanie spędził rok, nie odnosząc jednak większych sukcesów drużynowych – rozegrał dwadzieścia siedem z trzydziestu czterech możliwych meczów w lidze (z czego dwadzieścia jeden w pierwszym składzie). Notował regularne występy jako boczny obrońca, a wiosną, po przyjściu do klubu byłego selekcjonera reprezentacji kraju – Miguela Herrery, dopasował się do jego ofensywnej taktyki 5−3−2 jako wahadłowy defensor.
W czerwcu 2016 Guzmán – również na zasadzie wypożyczenia z Morelii – dołączył do ekipy Club León.

## Kariera reprezentacyjna
Swoje występy w kadrze narodowej Guzmán rozpoczął od reprezentacji Meksyku do lat piętnastu prowadzonej przez Jesúsa Ramíreza. W jej barwach z sukcesami brał udział w różnych młodzieżowych turniejach w Europie, Azji i Ameryce Południowej. Z reprezentacją do lat piętnastu triumfował we włoskim Torneo delle Nazioni, południowoamerykańskim Torneo de Chile, hiszpańskim Copa MIC, a także japońskim turnieju Toyota Cup, gdzie został wybrany najlepszym piłkarzem rozgrywek.
W czerwcu 2011 Guzmán został powołany przez szkoleniowca Raúla Gutiérreza do reprezentacji Meksyku U-17 na Mistrzostwa Świata U-17 w Meksyku. Tam miał niepodważalne miejsce na środku obrony, tworząc pewny duet stoperów z kapitanem drużyny Antonio Briseño. W pełnym wymiarze czasowym rozegrał sześć z siedmiu możliwych meczów; z powodu zawieszenia za kartki nie zagrał wyłącznie w ćwierćfinale z Francją (2:1). Meksykanie, pełniący wówczas rolę gospodarzy, zdobyli natomiast tytuł młodzieżowych mistrzów świata, pokonując w finale Urugwaj (2:0) na Estadio Azteca.
W 2012 roku Guzmán był podstawowym piłkarzem reprezentacji Meksyku U-20, z którą triumfował wówczas w dwóch turniejach towarzyskich – rosyjskim turnieju imienia Lwa Jaszyna i irlandzkim Milk Cup.
W maju 2014 Guzmán znalazł się w ogłoszonym przez Raúla Gutiérreza składzie reprezentacji Meksyku U-23 na prestiżowy towarzyski Turniej w Tulonie. Tam wystąpił w dwóch z czterech możliwych meczów (w obydwóch w wyjściowym składzie), a jego kadra z bilansem zwycięstwa, remisu i dwóch porażek zajęła trzecie miejsce w liczącej pięć zespołów grupie i nie zakwalifikowała się do dalszych gier. Pięć miesięcy później został powołany na Igrzyska Ameryki Środkowej i Karaibów w Veracruz – tam był jednym z ważniejszych zawodników swojego zespołu narodowego i rozegrał trzy z pięciu możliwych spotkań, z czego w dwóch w pierwszej jedenastce. Meksykanie, będący wówczas gospodarzami igrzysk, wywalczyli wówczas złoty medal na męskim turnieju piłkarskim po pokonaniu w finale Wenezueli (4:1). W maju 2015 po raz drugi z rzędu znalazł się w kadrze na Turniej w Tulonie, gdzie tym razem rozegrał wszystkie cztery mecze (trzy w pierwszej jedenastce) i strzelił bramkę w konfrontacji z WKS (1:1), lecz meksykańska drużyna spisała się identycznie jak przed rokiem, zajmując dopiero trzecią lokatę w grupie.
Dwa miesiące później Guzmán został powołany przez Gutiérreza na Igrzyska Panamerykańskie w Toronto; pełnił tam jednak wyłącznie rolę alternatywnego zawodnika dla José Van Rankina i ani razu nie pojawił się na placu gry. Jego kadra dotarła wówczas do finału, przegrywając w nim z Urugwajem (0:1) i zdobyła ostatecznie srebrny medal igrzysk. W 2016 roku po raz trzeci wziął udział w Turnieju w Tulonie, ponownie bez poważniejszych osiągnięć – zagrał we wszystkich czterech konfrontacjach (w trzech w wyjściowym składzie), lecz Meksykanie uplasowali się dopiero na czwartym miejscu w grupie i znów nie awansowali do fazy pucharowej.

## Statystyki kariery

### Klubowe
| Morelia  | 2011–2012 | Meksyk | Liga MX    | 5  | 0 | 3  | 0 | —— | —— | —— | 8   | 0  |
| Neza     | 2012–2013 | Meksyk | Ascenso MX | 6  | 0 | 6  | 0 | —— | —— | —— | 12  | 0  |
| Morelia  | 2012–2013 | Meksyk | Liga MX    | 2  | 0 | 4  | 0 | —— | —— | —— | 6   | 0  |
| San Luis | 2013–2014 | Meksyk | Ascenso MX | 16 | 2 | 3  | 0 | —— | —— | —— | 19  | 2  |
| Puebla   | 2013–2014 | Meksyk | Liga MX    | 14 | 0 | 3  | 1 | —— | —— | —— | 17  | 1  |
| Morelia  | 2014–2015 | Meksyk | Liga MX    | 26 | 5 | 4  | 0 | CL | 2  | 0  | 32  | 5  |
| Tijuana  | 2015–2016 | Meksyk | Liga MX    | 27 | 1 | 8  | 1 | —— | —— | —— | 35  | 2  |
| León     | 2016–2017 | Meksyk | Liga MX    | 0  | 0 | 0  | 0 | —— | —— | —— | 0   | 0  |
| Ogółem   | Ogółem    | Ogółem | Ogółem     | 96 | 8 | 28 | 2 | CL | 2  | 0  | 126 | 10 |

Legenda:
- CL – Copa Libertadores